# Paco Alcázar
Paco Alcázar és un dibuixant de còmics i músic. Va néixer a Cadis, l'any 1970. Al món del còmic, Alcázar va començar a publicar a la dècada dels 90 amb un estil caracteritzat per l'humor negre i el sarcasme dels guions, que sovint tracten les difícils relacions amb la família, els veïns, o els companys de feina, sense cap mania per fer acudits sobre tota mena de perversions com la pederàstia, l'incest, la tortura, el canibalisme, les discapacitats i malformacions, les malalties i els metges incapaços, la higiene dels establiments de menjar ràpid. Amb el temps, el seu humor ha esdevingut una mica menys escatològic, però igual de punyent. Com a músic, forma part del duo Humbert Humbert, que ha publicat l'álbum Short Panic. El seu company de duo és Miguel B. Núñez, també dibuixant de còmic, amb qui publica la revista de còmics Recto.

## Biografia i trajectòria professional
En l'aspecte gràfic, el seu estil també ha evolucionat d'uns personatges foscos i esquemàticament antropomòrfics, amb ull sobre l'altre, als humans caricaturitzats i coloristes que dibuixa actualment, tot passant per una fase d'estètica retro a la seva obra Todo está perdido.
És autor dels còmics The Lovesucks Experience, Escarba, escarba, Moho, Porque te gusta i Todo está perdido. També ha publicat les sèries Mecanismo blanco (que tracten d'un neurocirurgià inepte que es guanya la vida treballant de pizzaiolo) i Silvio José, el buen parásito a la desapareguda revista El Víbora i a El Jueves, respectivament; també ha col·laborat a les revistes Rolling Stone, MAN, Mondosonoro, La Revista 40, Nosotros Somos Los Muertos i Blab!, entre d'altres.
El juny de 2014, igualment com alguns companys, va presentar la seva renúncia a continuar a la revista El Jueves, arran d'una polèmica generada quan el grup editor RBA va pressionar perquè es retirés la portada que s'havia fet sobre l'abdicació del rei Joan Carles, que el mostrava tot passant-li una corona plena d'excrements al seu fill Felip.